# Wikimedia Incubator
Wikimedia Incubator là một wiki đa ngôn ngữ thuộc sở hữu của Wikimedia Foundation với mục tiêu là tạo ra các ấn bản bằng các ngôn ngữ khác nhau của các dự án wiki chưa tồn tại. Các phiên bản ngôn ngữ mới của Wikipedia, Wikiquote, Wikibooks, Wiktionary, Wikinews, Wikisource, hoặc Wikivoyage sau khi được chấp nhận bởi Phân ban ngôn ngữ được thử nghiệm trong Wikimedia Incubator, ngoại trừ Wikiversity có các phiên bản được thử nghiệm trên Beta Wikiversity và Wikisource có các phiên bản được thử nghiệm trên Wikisource đa ngôn ngữ. Không thể bắt đầu một dự án mới mà chỉ có thể phát triển một phiên bản ngôn ngữ mới của một dự án hiện có.

## Lịch sử
Wikimedia Incubator được khởi động vào ngày 2 tháng 6 năm 2006 và hiện có sẵn bằng các ngôn ngữ sau: tiếng Anh, tiếng Catalan, tiếng Đức, tiếng Tây Ban Nha, tiếng Pháp, tiếng Do Thái, tiếng Ý, tiếng Trung, tiếng Hà Lan, tiếng Ba Lan, tiếng Bồ Đào Nha, tiếng Romania, tiếng Nga, tiếng Thụy Điển, tiếng Thổ Nhĩ Kỳ và tiếng Nhật.